# Rafał Ratajczyk
Rafał Daniel Ratajczyk (ur. 5 kwietnia 1983 w Żyrardowie) – polski kolarz torowy, 2-krotny medalista mistrzostw świata. Jest zawodowcem od 2005 roku.

## Kariera sportowa
Zawodnik klubu Gryf Szczecin, a wcześniej Cyklisty Bakoma Żyrardów (1996–2004), PSB Atlas Orbea (2005) i MBK-Cycles-Scout (2006). Zdobywca Pucharu Świata w scratchu. Mistrz Europy U-23 w wyścigu ze startu wspólnego (2004).
W 2007 zdobył w Alkmaarze tytuł wicemistrza Europy w omnium (wieloboju) średniodystansowym i złoto w tej samej konkurencji na Mistrzostwach Europy 2009 w Gandawie.
W grudniu 2009 został zdyskwalifikowany na pół roku za stosowanie środków dopingujących podczas mistrzostw Polski w Pruszkowie we wrześniu 2009. Groziły mu 2 lata dyskwalifikacji, jednak komisja złagodziła karę ze względu na nieświadome przyjęcie substancji wraz z odżywką.

## Sukcesy

### Mistrzostwa świata
| Mistrzostwa Świata     | Miejsce           | Data | Konkurencja     | Rezultat  |
| ---------------------- | ----------------- | ---- | --------------- | --------- |
| Bordeaux 2006          | Bordeaux          | 2006 | Wyścig punktowy | 2.miejsce |
| Palma de Mallorca 2007 | Palma de Mallorca | 2007 | Scratch         | 3.miejsce |

### Puchar Świata

#### Miejsca w klasyfikacji generalnej
- 2006 – 2. (scratch)
- 2007 – 1. (scratch)

#### Zwycięstwa w zawodach
1. Manchester   –   2006 (scratch)
2. Sydney   –   2006 (scratch)
3. Manchester   –   2007 (scratch)